# Диоген Вавилонский
Диоге́н Вавило́нский (др.-греч. Διογένης ὁ Βαβυλώνιος), или Диоген из Селевкии (ок. 240—150 до н. э.) — древнегреческий философ-стоик, ученик Хрисиппа и преемник Зенона из Тарса во главе стоической школы.
Вместе с академиком Карнеадом и перипатетиком Критолаем в 155 году до н. э. ездил в Рим в составе афинского «философского» посольства, просившего освободить Афины от штрафа за разграбление Оропа. Выступив в Риме, Диоген впервые познакомил римлян с учением стоиков.
От сочинений Диогена сохранились незначительные фрагменты. Известны по названиям трактаты «О звучащей речи», «Диалектика», «О риторике», «О ведущей части души», «Об Афине», «Мантика», «Этика», «О благородном происхождении», «О законах», «О музыке».
Вслед за Зеноном Тарсийским и Хрисиппом помещал ведущее начало души в сердце. В теологии развивал аргументы основателя стоицизма Зенона Китийского.
Его учениками были Антипатр из Тарса, Аполлодор из Селевкии, Архедем из Тарса, Аполлодор Афинский, Панетий Родосский, Боэт Сидонский.